# 也先
也先太師（1407年—1454年8月），名也先，清朝譯作額森，属綽羅斯氏，15世纪（中國明朝中葉時）蒙古汗国瓦剌部首领。因向明朝朝貢被封為敬順王，其父脫懽過世之後繼承職位，稱「太師淮王」。他打敗大汗脫脫不花，擁立脫脫不花之弟阿噶巴爾濟繼承大汗之位，不久之後又殺害了阿噶巴爾濟，進而奪取原屬黄金家族的「可汗」稱號，自立為第29代蒙古大汗。
在也先統治期間，瓦剌部達到極盛。蒙古本部也臣属于瓦剌，并且他还曾统帅“四十四万蒙古”进攻明朝，酿成“土木堡之变”。

## 称号
也先的称号为「太师淮王」，在与明朝往来的文书中，其官职写为「瓦剌都总兵、答剌罕、太师、淮王、大头目、中书右丞相」。

## 生平
也先的父親脱懽是瓦剌部落首领，統一了蒙古東部地區，並扶植北元宗室的後代脫脫不花取得了蒙古大汗之位。也先在1439年繼承其父成為瓦剌首領，并获脱脱不花赐封为太师，妹妹嫁给脱脱不花。也先向北征服乞儿吉思，西征中亚，南破哈密，让自己的外甥哈密忠顺王倒瓦答失里控制西域道路；联合沙州卫、罕东卫、赤斤蒙古卫，封喃哥为平章，设置甘肃行省；向東發展，攻打兀良哈三卫，和泰宁卫都督拙赤联姻，征服了女真，使建州女真、海西女真配合自己对明朝的军事行动，势力到达朝鮮北境，並以明朝拒絕貿易之名進攻明朝。此时的瓦剌控制区东接朝鲜、西起中亚、北至西伯利亚、南临长城，洪武以来，蒙古重新统一，在其势力膨胀後，也先意图恢复元朝江山。1449年，分兵四路攻打明朝，亲自率军攻打大同。在土木堡之變一戰中，打敗明軍，俘虜了明英宗。十月，包圍燕京，明朝形勢危急，後圍攻京师不成，退回蒙古。1450年，与明朝议和，並釋放了明英宗。
在他統治時致力於加強瓦剌太师的統治力，控制各部酋長。他想要以妹妹的儿子作为太子，自己作为舅上皇，被姐夫岱总汗脱脱不花拒绝。1451年，离间脱脱不花和其弟阿噶巴尔济，于是击败了脱脱不花，脱脱不花被兀良哈的沙不丹所杀。他又设计诱杀阿噶巴尔济，兼并了大汗和济农的部众。
添元元年八月初十日（1453年9月12日），也先宰白馬九、黑牛五，舉行隆重祭天大典，正式稱汗，稱「大元田盛（天聖）大可汗」，建年號「添元」（天元）。任命其次子阿失帖木兒為太師，將大權控制在本家族手中。添元元年十月十五日（1453年11月15日），也先遣使向明朝貢馬並致書明廷，通報他已稱汗，書曰：「往者元受天命，今已得其位，盡有其國土、人民、傳國玉寶。宜順天道，遣使和好，庶兩家共享太平。」說明他已「奉天承運」 ，重建了元朝，希望得到明朝的承認。明朝不情願承認這一事實，僅為也先的稱號就爭論了一個多月，不願稱他為「大元田盛大可汗」 ，報書只勉強稱之為「瓦剌可汗」。這樣，也先終於以自己的聰明睿智和英勇武功，打破非黃金家族不能稱汗的傳統觀念，衝破了重重阻力，成為蒙古史上第一個也是唯一的非黃金家族出身的大汗。
据《朝鲜王朝实录》，添元二年（1454年）八月，也先被其部下阿剌知院暗殺。《蒙古源流》里，他被阿剌知院击败后，逃亡途中被仇人索尔逊的儿子巴郭杀死。而郑晓《皇明北虏考》和蒙古两《黄金史》记载类似，均称他战败逃亡时饥渴，向一妇人讨酸马奶喝，离去後被妇人告知儿子，最后也先被仇人之子追上杀死。
也先去世後，蒙古又恢復了四分五裂的局面，瓦剌也逐漸衰微，其次子阿失帖木儿统领绰罗斯诸部，演变出准噶尔（其曾孙博罗纳哈勒演变出杜尔伯特），並分為和碩特與土爾扈特等部。

## 子女
- 火儿忽答孙，又作忽儿忽答孙（《明史》记为“火儿忽力”，“力”为“刀”之讹误），封楚王。也先死后，也先妻子者密失哈屯与长子火儿忽答孙驻牧在扎布汗河，逐渐与也先次子阿失帖木儿太师分离。
- 阿失帖木儿，封太师，俺檀汗。
- 阿玛桑赤，又作兀麻舍，至中亚依附于东察合台汗国，其子亦不剌。
- 齐齐克妣吉，也先之女，嫁给乌格克图汗阿噶巴尔济的儿子哈剌苦出，巴彦蒙克的母亲，达延汗的祖母。

## 影視形象

### 電視劇
| 年份   | 地區         | 作品               | 演員   |
| 1985年 | 香港亞洲電視 | 《萍蹤俠影錄》     | 凌文海 |
| 2003年 | 中國         | 《大明王朝驚變錄》 | 張山   |
| 2016年 | 中國         | 《女醫·明妃傳》    | 袁文康 |
| 2019年 | 中國         | 《大明風華》       | 巴森   |